# Саут Ривер (Њу Џерзи)
Саут Ривер (енгл. South River) град је у америчкој савезној држави Њу Џерзи.

## Демографија
По попису из 2010. године број становника је 16.008, што је 686 (4,5%) становника више него 2000. године.
| Група             | 2000.          | 2010.          |
| Белци             | 11.995 (78,3%) | 10.737 (67,1%) |
| Афроамериканци    | 929 (6,1%)     | 1.142 (7,1%)   |
| Азијати           | 542 (3,5%)     | 775 (4,8%)     |
| Хиспаноамериканци | 1.480 (9,7%)   | 2.913 (18,2%)  |
| Укупно            | 15.322         | 16.008         |